# The Mysterious Dr. Fu Manchu
Pour plus de détails, voir Fiche technique et Distribution.
The Mysterious Dr. Fu Manchu est un film américain réalisé par Rowland V. Lee, sorti en 1929.

## Synopsis
Une jeune fille blanche, Lia Eltham, est laissée aux soins de Fu Manchu. Un régiment britannique, poursuivant les rebelles boxeurs , tire sur la maison de Fu Manchu, tuant sa femme et son enfant. Lorsque Lia Eltham grandit, il l'utilise comme un instrument de vengeance, tuant tous les descendants de ceux qui ont tué sa femme. L'inspecteur de police Nayland Smith et le Dr Jack Petrie sont opposés à Fu Manchu .

## Fiche technique
- Titre original : The Mysterious Dr. Fu Manchu
- Réalisation : Rowland V. Lee (non crédité)
- Scénario : Lloyd Corrigan, George Marion Jr. et Florence Ryerson d'après une histoire de Sax Rohmer
- Dialogues : Lloyd Corrigan et Florence Ryerson
- Société de production : Paramount Pictures et Rowland V. Lee Productions
- Musique : Oscar Potoker (non crédité)
- Photographie : Harry Fischbeck (non crédité)
- Montage : George Nicholls Jr.
- Pays de production : États-Unis
- Format : Noir et blanc - Son : Mono (MovieTone)
- Genre : Thriller
- Durée : 80 minutes
- Date de sortie :
  - États-Unis : 10 août 1929

## Distribution
- Warner Oland : Dr. Fu Manchu
- Neil Hamilton : Dr. Jack Petrie
- Jean Arthur : Lia Eltham
- O. P. Heggie : Inspecteur Nayland Smith
- William Austin : Sylvester Wadsworth
- Claude King : Sir John Petrie
- Charles A. Stevenson : Général Petrie
- Evelyn Selbie : Fai Lu
- Noble Johnson : Li Po
- Tully Marshall : l'ambassadeur chinois